# 스테인리스강

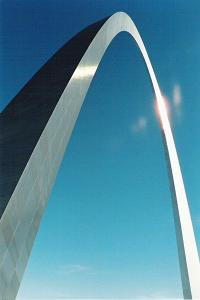
세인트루이스에 있는 높이 192m의 게이트웨이 아치, 304계 스테인리스강으로 외장을 하였다.

스테인리스강(stainless鋼) 또는 스테인리스 스틸(영어: stainless steel)은 최소 10.5 혹은 11%의 크롬이 들어간 강철 합금이다. 대한민국에서는 스텐레스 또는 스텐이라고 줄여서 부르기도 하지만, 스테인리스강이 정확한 표기이다. 스테인리스강은 영문(Stain-less)이 뜻하는 바와 같이 녹, 부식이 일반 강철에 비해서 적다. 스테인리스강은 부식저항 강철 혹은 CRES라고 불리는데, 이는 합금의 종류와 등급이 자세하지 않으며, 부분적으론 항공기 산업때문이기도 하다. 스테인리스강은 수명이 끝날 때까지 환경에 맞게 적합하게 다양한 등급과 외관을 만들 수 있다. 보통 스테인리스강은 칼붙이와 시계 케이스, 밴드에 주로 사용된다.
스테인리스강은 크롬을 넣지 않은 탄소강과 다르다. 탄소강은 공기와 습기에 부식된다. 그렇게 되면 표면의 철 산화물이 생기게 되고, 더 많은 철 산화물이 생기는 것을 더 가속화시킨다. 크롬이 들어간 스테인리스강 같은 경우엔 크롬 산화물이 표면의 부식을 예방해주고, 금속의 전체적 구조에 부식이 확산되지 못하도록 예방해준다.

## 역사
몇몇 부식방지철은 고대에도 있었다. 유명한 예론 인도 델리에 서있는 철기둥으로, 400년경에 Kumara Gupta가 세운 것이다. 스테인리스강과 다르지만, 이 철기둥은 크롬이 안 섞여있으나, 인이 많이 들어있으며, 또한 주변 날씨가 잘 맞아떨어져서 지금까지 살아남은 것이다.
현대 스테인리스강과 같은 철과 크롬의 조합은 프랑스 야금학자인 피에르 베르띠에가 산에 견디면서 칼붙이로 적당한 금속으로 제안하였다. 19세기 야금학자들은 현대의 탄소와 크롬이 섞인 스테인리스강은 불가능하다고 여겼으며, 크롬 함유량이 높은 강은 너무 물러 실용적이지 못하다고 생각했다.
1890년대 후반에 독일의 한스 골드슈미트는 탄소 없는 크롬을 만드는 테르밋 공정을 개발해내었다. 1904~1911년 사이에 프랑스의 레온 기예를 포함한 몇몇 연구자들은 현대의 스테인리스강과 비슷한 합금을 개발하는데 힘을 쏟았다.
1908년 독일의 조선소인 프리드리히 크루프 게르마니아베어프트에서는 366톤급 요트인 게르마니아의 선체를 크롬니켈강으로 만들었다. 1911년, Philip Monnartz는 크롬을 함유한 강철의 부식내구성에 대해 발표하였다. 1912년 10월 17일 Krupp의 엔지니어인 Benno Strauss와 Eduard Maurer는 오스테나이트계 스테인리스강을 특허출원하였다.
Christian Dantsizen과 Frederick Becket은 페라이트계 스테인리스강을 산업화하였다. 1912년 Elwood Haynes는 마르텐사이드계 스테인리스강에 대해 특허출원하였다. 이 특허는 1919년까지 등록되지 않고 있었다.
또한 1912년에 영국 셰필드의 Brown-Firth 연구소의 Harry Brearley가 부식되지 않는 총렬을 개발하다 마르텐사이트계 스테인리스강을 발견 및 산업화해내었다. 이 발견은 2년후인 1915년 1월 뉴욕 타임즈 신문기사에 나왔다. 이 스테인리스강은 나중에 영국의 Firth Vickers에 의해 Staybrite로 상품명이 매겨져, 1929년 Savoy 호텔의 새 입구차양으로 사용되었다.

## 성질
지구 대기에서 높은 산화저항성과 온도변화는 무게대비 최소 13%의 크롬을 섞음으로써 가능해졌으며, 26%이상의 크롬은 가혹한 환경에서도 견뎌낸다. 스테인리스강에서 크롬은 치밀하고 단단한 크롬 3가 산화물(Cr2O3)을 만들어 철의 피막재역할을 맡고 있다. 이 층은 얇아서 눈에 투명하게 보이며, 그리고 스테인리스강은 광택을 나타내게 된다. 이 피막재는 물과 공기로부터 강철을 보호하며, 표면에 상처가 생겼을 시에 빠르게 수습한다. 이런 특징은 알루미늄이나 티타늄과 같은 다른 금속에서도 나타난다. 그러나 이와 같은 부식 내구성은 산소가 없는 공간에선 정반대로 돌아가는데, 대표적인 예가 용골의 볼트가 선재안으로 박혀 들어가는 것이다.
스테인리스강 부분이 너트와 볼트로 구성되었을 때, 산소층은 이들을 결속시킨다. 그러나, 산소가 없을 때는 단단한 산화물 피막 형성이 어려워 이 부분이 마찰로 인해서 쓸려 나가 헐거워지게 된다. 이런 문제에 대한 해결책으로 둘을 청동과 스테인리스강같이 다른 금속의 조합으로 만든다든가, 혹은 다른 종류의 스테인리스강을 사용하는 방법이 있다. 예를 들어, 니트로닉 합금(Armco Inc의 등록상표)은 이런 마찰로 인한 손실을 줄이기 위해 망간과 질소를 이용해 합금을 만든다.

## 쓰임새

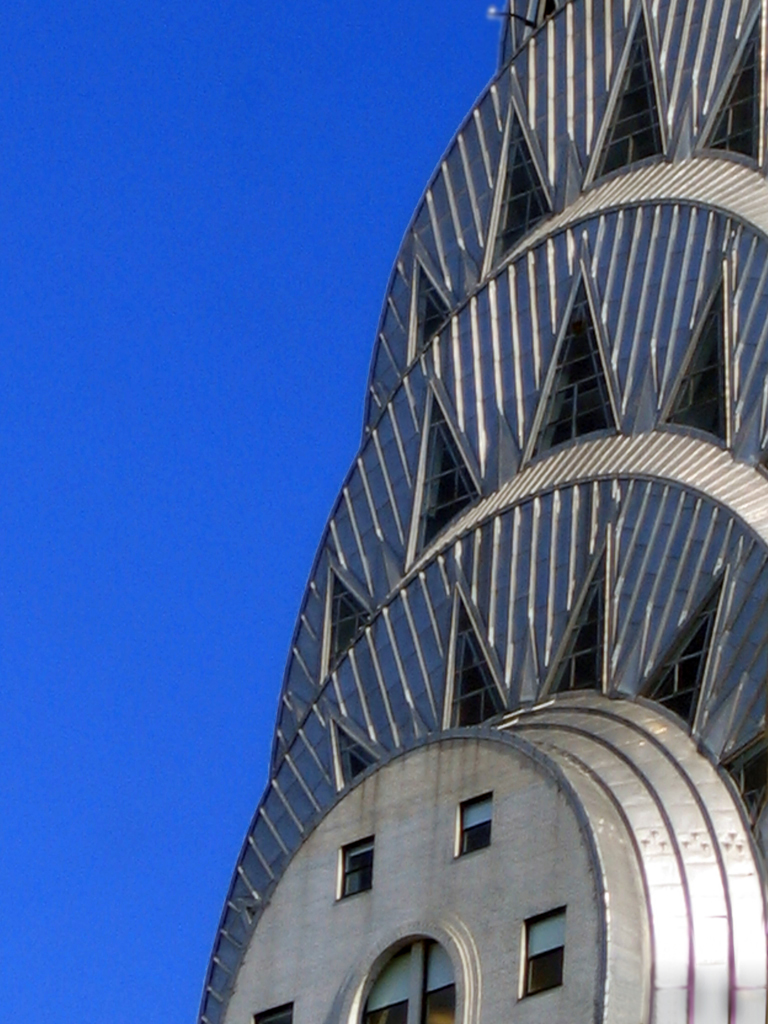
뉴욕의 크라이슬러 빌딩의 뾰족탑. 302계 스테인리스강을 덧씌웠다.

스테인리스 프레임을 이용해 만든 건축물

스테인리스강의 부식 및 녹 저항성, 적은 유지비, 낮은 비용, 그리고 광택은 스테인리스강을 상업적으로 사용하기에 이상적인 기초 금속으로 만들었다. 현재 스테인리스강은 150개의 등급이 있으며, 그중 15개는 서로 비슷하다. 스테인리스강은 여럿 요리기구, 하드웨어, 수술기구, 만년필 닙, 산업용 재료, 그리고 자동차와 항공우주 구조물에 쓰이며, 큰 빌딩을 세울때 건설재료로 사용된다. 또한 저장 탱크와 오렌지 주스나 다른 식품을 옮길때도 스테인리스강을 사용하는데, 왜냐하면 스테인리스강은 부식 내구성이 있을뿐아니라, 항박테리아 성질도 있기 때문이다.
스테인리스강은 또한 보석과 시계에 쓰인다. 여기에 쓰이는 스테인리스강은 316L계열이다. 이 스테인리스강은 보석을 세공하는 데 사용된다.

## 종류
스테인리스강은 니켈이 함유되었는지, 철의 오스테나이트 구조가 안정되었는지 등에 따라 여러 종류가 있다. 이런 결정구조는 스테인리스강을 자성에 띠지 않도록 만들며, 낮은 온도에서 약해지지 않도록 해준다. 또한 탄소를 집어넣으면 좀 더 경도와 내구력이 높아진다. 열처리를 하면, 스테인리스강은 면도날, 칼붙이, 도구 등으로 사용할 수 있다.
많은 스테인리스강에는 망간이 들어있는데, 망간은 니켈보다 값이 싸면서 니켈처럼 철의 오스테나이트 구조를 유지시켜준다.
스테인리스강은 결정 구조로 구분지을 수 있다.:
- 오스테나이트계, 혹은 300 시리즈 스테인리스강은 스테인리스강 시장의 70%를 차지한다. 여기엔 0.15%의 탄소, 16%이하의 크롬과, 특별히 망간이나 니켈이 들어가 용융점부터 낮은 온도까지 오스테나이트 구조를 유지시킨다. 특히 18%의 크롬과 10%의 니켈이 들어간것을 18/10 스테인리스라고 부르는데, 이것들은 식기류에 사용된다. 이와 유사하게 18/0, 18/8도 사용가능하다. AL-6XN과 254SM0같은 슈퍼오스테나이트계 스테인리스강은 질소와 몰리브덴이 포함(>6%)되어 좀 더 염화물과 균열을 견디며, 그리고 높은 니켈 함량을 가진 300계와 비교하였을시에 응력에 대해 좀 더 잘 견디는대신, 가격이 비싸다..

- 페라이트계 스테인리스강은 오스테나이트계보다 엔지니어링 성질이 좋으나, 낮은 크롬과 니켈함량때문에 오스테나이트계보다 내구성은 떨어진다. 페라이트계는 일반적으로 값이 싸며, 10.5에서 27%정도의 크롬과 매우 약간 니켈을 섞는다. 몇몇 페라이트계에는 납을 섞기도 한다. 대부분 페라이트계에는 몰리브덴을 포함하며, 약간 알루미늄이나 티타늄을 포함한다. 일반적인 페라이트계의 등급에는 18Cr-2Mo, 26Cr-1Mo, 29Cr-4Mo, and 29Cr-4Mo-2Ni를 포함한다.

- 마르텐사이트계 스테인리스강은 다른 2개의 스테인리스강에 비해 부식 저항력이 떨어지지만, 매우 단단하고 강하며, 또한 기계가공하기 좋으며, 열가공을 하여 더 강해질 수 있다. 마르텐사이드계 스테인리스강에는 크롬(12~14%), 몰리브덴(0.2~1%), 그리고 탄소(약 0.1~1%)가 포함된다. 마르텐사이드계는 다른 스테인리스강과 달리 자성을 띤다.

- 석출경화 마르텐사이트계 스테인리스강의 부식내구성은 오스테나이트계와 비교할 수 있으며, 심지어 석출경화되어 다른 마르텐사이드계보다 더 내구력이 높다. 대부분 공통적으로 17-4PH을 사용하는데, 이는 17%의 크롬과 4%의 니켈을 뜻한다. 초강력 내구성을 가진 이 석출경화 마르텐사이드계는 방위사업에서 떠오르는 별로, 새로운 프로젝트에 선택되었다. 록히드 마틴의 F-35 라이트닝2은 항공기 동체에 이 계통의 Carpenter Custom 465를 사용한 최초의 전투기이다.

- 듀플렉스계 스테인리스강은 오스테나이트의 미세구조와 페라이트를 50대 50으로 섞은 것으로, 상업용 합금의 경우 각각 40대 60비율로 되어 있다. 듀플렉스계 스테인리스강은 오스테나이트 스테인리스강보다 더 내구성이 좋으며, 구멍이나 균열같은 부식에도 더 강한 특징을 가지고 있다. 듀플렉스계 스테인리스강은 다른 오스테나이트계보다 높은 크롬(19~28%), 그리고 몰리브덴(5%이상), 낮은 니켈함량을 보여준다. 가장 많이 쓰이는 이중 스테인리스강으로는 2205(22% 크롬, 5% 니켈)과 2507 (25% 크롬, 7% 니켈)이 있으며, 2507은 높은 부식저항성으로 슈퍼듀플렉스라고 불린다. 듀플렉스계는 낮은 가격으로 슈퍼오스테나이트계와 같은 능력을 보여주어, 가격경쟁력을 가지고 많은 부분에 사용되고 있다.

## 같이 보기
- 방녹(영어판)